# Graška Gora
Graška Gora este o localitate din comuna Slovenj Gradec, Slovenia, cu o populație de 91 de locuitori.